# Žabí potok (přítok Hincova potoka)
Žabí potok je potok ve Vysokých Tatrách na západě okresu Poprad (katastr osady Štrbské Pleso) na Slovensku. Je to levý přítok Hincova potoka. Je dlouhý 1,6 km. Je tokem IV. řádu.

## Průběh toku
Odtéká z Malého Žabího plesa Mengusovského, které se nachází v nadmořské výšce 1919,5 m v ledovcovém kotli na jihozápadním svahu Rysů (2498,7 m). Teče na jih přes Predné Žabie pleso Mengusovské a následně pod sutí přes práh dolinky Žabích ples. Vtéká do pásma kosodřeviny a podtéká most  červené turistické značky na Rysy. Následně se rozvětvuje a delší levé rameno, které je hlavním korytem přijímá bezejmenný potok zpod Popradského hrebeně a křižuje  modrou turistickou značku k Hincovým plesům. Pod ní na dně Mengusovské doliny ústí do Hincova potoka severozápadně od Popradského plesa v nadmořské výšce 1541,2 m. Kratší nestálé pravé rameno křižuje obě značky a do Hincova potoka ústí v nadmořské výšce necelých 1600 m.